# Морозівка (Онуфріївська селищна громада)
Моро́зівка — село в Україні, в Онуфріївській селищній громаді Олександрійського району Кіровоградської області. Населення становить 112 осіб.

## Історія
За даними на 1859 рік у власницькому селі Успінської волості Верхньодніпровського повіту Катеринославської губернії мешкало 425 осіб (204 чоловічої статі та 221 — жіночої), налічувалось 47 дворових господарств.
1908 року населення становило 397 осіб (215 чоловіків та 182 жінки), налічувалось 74 дворових господарства.

## Населення
Згідно з переписом УРСР 1989 року чисельність наявного населення села становила 181 особа, з яких 70 чоловіків та 111 жінок.
За переписом населення України 2001 року в селі мешкало 116 осіб.

### Мова
Розподіл населення за рідною мовою за даними перепису 2001 року:
| Мова       | Чисельність | Відсоток |
| ---------- | ----------- | -------- |
| українська | 100         | 89,29%   |
| російська  | 9           | 8,04%    |
| румунська  | 2           | 1,78%    |
| білоруська | 1           | 0,89%    |
| Усього     | 112         | 100%     |